# 馬爾摩猶太會堂

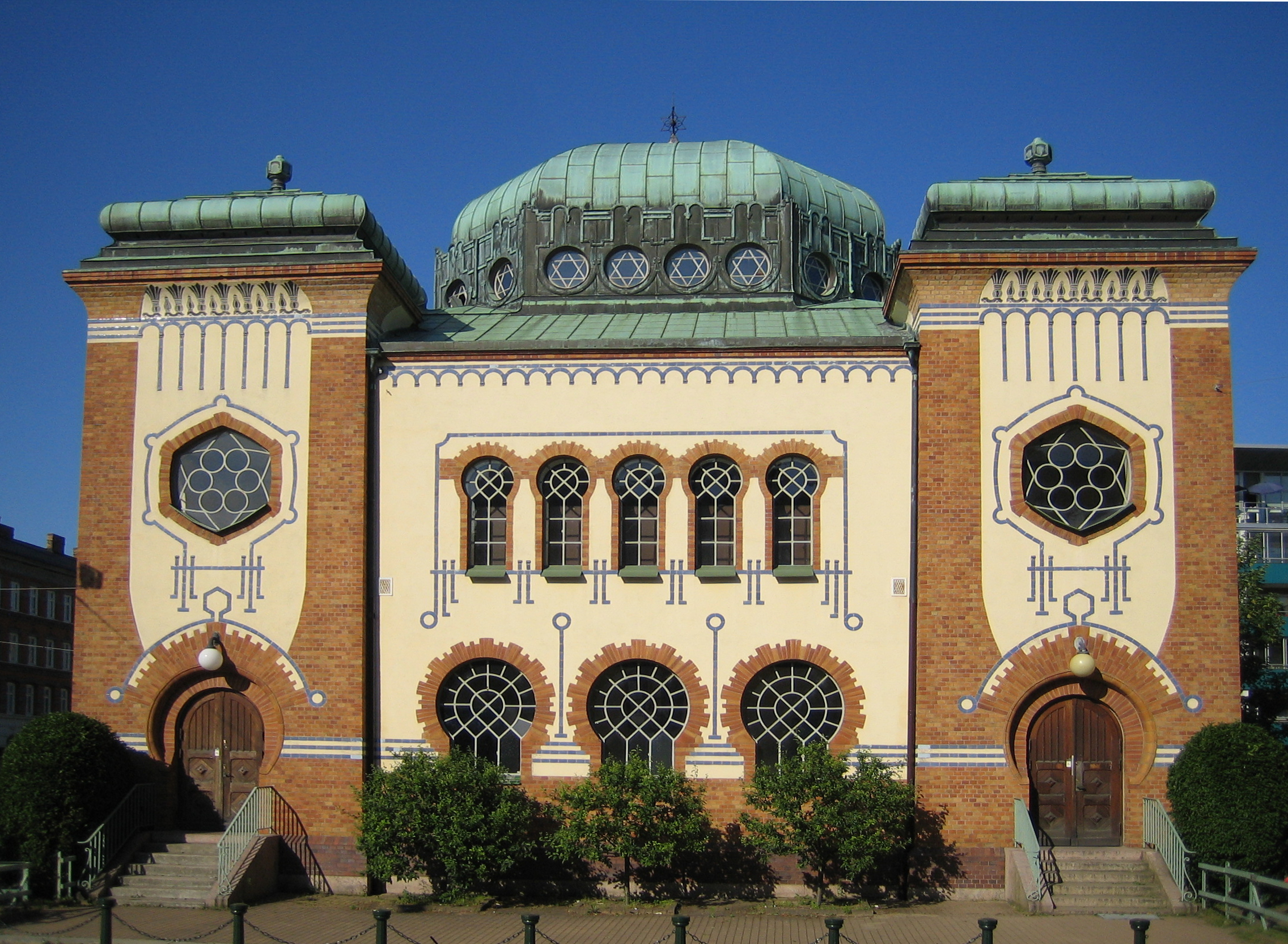

馬爾摩猶太會堂（瑞典語：Malmö synagoga）是瑞典城市馬爾摩唯一的一座猶太會堂。這座猶太會堂修建於1903年，設計者是John Smedberg。建築風格融合了新藝術運動和摩爾復興式風格。這座會堂是猶太教正統派的會堂。

## 外部連結
- Malmö Synagogue （页面存档备份，存于） （瑞典語）

55°35′58″N 13°00′39″E / 55.59944°N 13.01083°E